# Leoben
Leoben je grad u središnjoj Austriji s 24.695 stanovnika, ujedno je i upravno središte okruga Leoben, jedno od središta austrijske metalurgije i drugi najveći grad u Štajerskoj nakon Graza.

## Povijest
U gradu i okolici pronađeni su arheološki nalazi iz brončanog doba i nekropole halštatske kulture. Leoben se u dokumentima prvi put spominje 982. godine pod imenom Liubina.
Njegov položaj na mjestu gdje Mura pravi veliki zavoj privukao je pažnju češkog kralja Otokara II. koji je od 1261. do 1280. godine planski sagradio novo naselje i dao mu status grada.
Leoben je između 1885.  i 1889.. planski proširen.